# Rassenpolitisches Amt
 (janvier 2023).
Si vous disposez d'ouvrages ou d'articles de référence ou si vous connaissez des sites web de qualité traitant du thème abordé ici, merci de compléter l'article en donnant les références utiles à sa vérifiabilité et en les liant à la section « Notes et références ».
Le Rassenpolitisches Amt (Département de la politique raciale) était un office nazi créé par le NSDAP pour « unifier et superviser toutes les endoctrinements et le travail de propagande dans les domaines de la population et des politiques raciales »[réf. nécessaire]. Le mensuel Neues Volk, 1933-1944, était leur outil de propagande.
Créé par décret le 17 novembre 1933, il fut chargé d'approuver chaque publication sur les races et de participer à toutes les mesures concernant la population ou les politiques raciales en coopération avec les autorités compétentes. Il prit également part dans les mesures législatives du gouvernement dans ces domaines.
Le directeur de ce bureau fut Walter Gross.
Pendant le deuxième semestre de l'année 1945, lors de la période d'instruction précédant les procès de Nuremberg, les Alliés accédèrent au mémo daté du 27 avril 1942 titré Stellungnahme und Gedanken zum Generalplan Ost des Reichsführers SS ("Opinions et réflexions relatives au Schéma directeur pour l'Est du Reichsführer de la S.S."), il avait été rédigé par le docteur Erich Wetzel, directeur du « Bureau central de conseil sur les questions de politique raciale » au Parti national-socialiste des travailleurs allemands.
Ce document fut fondamental pour reconstituer le contenu original du Generalplan Ost (« Schéma directeur pour l'Est) », également pour en relier la paternité à Himmler (ce dernier, s'étant suicidé, n'était plus là pour en attester). En effet, les collaborateurs d'Alfred Rosenberg à l'Ost Ministerium de Berlin avaient soigneusement brûlé toutes les archives papier produites, dont les épreuves documentaires du Generalplan Ost.